# Fontenay-le-Pesnel
Fontenay-le-Pesnel é uma comuna francesa na região administrativa da Normandia, no departamento Calvados. Estende-se por uma área de 10,02 km². Em 2010 a comuna tinha 1 214 habitantes (densidade: 121,2 hab./km²).